# Josyf Hryhoruk
Josyf Hryhoruk, cyrilicí Йосиф Григорук, též Осип Григорук, Osyp Hryhoruk (cca 1790 – ???) byl rakouský politik rusínské (ukrajinské) národnosti z Haliče, během revolučního roku 1848 poslanec Říšského sněmu.

## Biografie
Roku 1849 se uvádí jako Joseph Hrehoruk, hospodář v obci Staupków, uváděno též Strupkov (Струпков)
Během revolučního roku 1848 se zapojil do veřejného dění. Ve volbách roku 1848 byl zvolen i na ústavodárný Říšský sněm. Zastupoval volební obvod Deljatyn. Tehdy se uváděl coby hospodář. Náležel ke sněmovní pravici.
V roce 1850 uvádí tisk, že bývalý poslanec Hryhoruk byl prý spatřen v Terezíně jako vojín rakouské armády. Byl přitom v té době šedesátiletým mužem. Byl prý jako politicky nespolehlivá osoba odveden do armády. Tisk to ale považoval za zprávu, kterou bude nutné ještě ověřit, protože Hryhoruk na Říšském sněmu hlasoval s pravicí a ministrem vnitra Franzem Seraphem von Stadionem.